# Moacyr Scliar
Moacyr Jaime Scliar (Porto Alegre, 23 de março de 1937 — Porto Alegre, 27 de fevereiro de 2011) foi um escritor brasileiro. Formado em medicina, trabalhou como médico especialista em saúde pública e professor universitário. Sua prolífica obra consiste em contos, romances, ensaios e literatura infantojuvenil. Também ficou conhecido por suas crônicas nos principais jornais do país.

## Biografia
Moacyr Jaime Scliar nasceu em Porto Alegre, em 23 de março de 1937. Seus pais, José e Sara Scliar, eram judeus provenientes da região da Bessarábia, então pertencente ao Império Russo, que migraram para a América em busca de melhor sorte. Moacyr passou a maior parte da infância no Bom Fim, o bairro porto-alegrense onde se instalou a maioria dos judeus que escolheu a capital do estado para morar. Foi alfabetizado pela mãe, que era professora primária.
A partir de 1943, cursa a Escola de Educação e Cultura, conhecida como Colégio Iídiche. Em 1948, transferiu-se para o Colégio Marista Rosário, concluindo o ensino médio.
Em 1962, após se formar pela Universidade Federal do Rio Grande do Sul, iniciou sua vida como médico, fazendo residência médica. Especializou-se no campo da saúde pública como médico sanitarista. Iniciou os trabalhos nessa área em 1969. Em 1970, frequentou curso de pós-graduação em medicina em Israel. Posteriormente, tornou-se doutor em Ciências pela Escola Nacional de Saúde Pública. Foi professor da disciplina de medicina e comunidade do curso de medicina da Universidade Federal de Ciências da Saúde de Porto Alegre (UFCSPA).
Em 1965, casou-se com Ju. O filho do casal, Roberto, nasceu em 1979.
Moacyr Scliar era torcedor do Cruzeiro, de Porto Alegre. Devido a sua morte, os jogadores do Cruzeiro fizeram uma homenagem para este torcedor-símbolo do clube, entrando de luto na partida contra o Grêmio, no dia 27 de fevereiro, que contou com um minuto de silêncio em homenagem a Scliar.

### Carreira
Scliar publicou mais de setenta e quatro livros. Seu estilo leve e irônico lhe garantiu um público bastante amplo de leitores, e em 2003 foi eleito para a Academia Brasileira de Letras, tendo recebido antes uma grande quantidade de prêmios literários como o Jabuti (1988, 1993 e 2009), o Associação Paulista de Críticos de Arte (APCA) (1989) e o Casa de las Américas (1989).
Suas obras frequentemente abordam a imigração judaica no Brasil, mas também tratam de temas como o socialismo, a medicina (área de sua formação), a vida de classe média e vários outros assuntos. O autor já teve obras suas traduzidas para doze idiomas.
Em 2002, se envolveu em uma polêmica com o escritor canadense Yann Martel, cujo famoso romance A Vida de Pi, vencedor do prêmio Man Booker, foi acusado de ser um plágio da sua novela Max e os felinos. O escritor gaúcho, no entanto, diz que a mídia extrapolou ao tratar do caso, e que ele nunca teve o intuito de processar o escritor canadense.
Entre suas obras mais importantes estão os seus contos e os romances O ciclo das águas, A estranha nação de Rafael Mendes, O exército de um homem só e O centauro no jardim, este último incluído na lista dos 100 melhores livros de temática judaica dos últimos 200 anos, feita pelo National Yiddish Book Center nos Estados Unidos.

### Adaptação para o cinema
Em 1998, o romance "Um Sonho no Caroço do Abacate" foi adaptado para o cinema, com o título "Caminho dos Sonhos", sob a direção de Lucas Amberg. O filme participou dos festivais de Gramado, Miami, Trieste e outros. O filme narra a história do filho de um casal de imigrantes judeus lituanos que se estabelece no bairro do Bom Retiro, em São Paulo, nos anos 1960. O jovem Mardo (Edward Boggiss) apaixona-se por Ana (Taís Araújo), uma estudante negra. Os jovens encontram no amor a força e a determinação para enfrentarem a discriminação na escola onde estudam e o preconceito entre as famílias.
Em 2002, o romance Sonhos Tropicais foi adaptado para o cinema sob a direção de André Sturm, com Carolina Kasting, Bruno Giordano, Flávio Galvão, Ingra Liberato e Cecil Thiré no elenco. O filme relata o combate à febre amarela no Rio de Janeiro, comandado pelo médico sanitarista Oswaldo Cruz, e a resistência da população à vacinação obrigatória, que resultou na chamada Revolta da Vacina. Em paralelo, é narrada a história de uma jovem judia polonesa, que imigra para o Brasil em busca de uma vida melhor, mas acaba por se prostituir.

### Morte
Scliar morreu por volta da 1h do dia 27 de fevereiro de 2011, aos 73 anos, de falência múltipla dos órgãos. Ele estava internado no Hospital de Clínicas de Porto Alegre desde o dia 11 de janeiro, quando deu entrada para a retirada de pólipos (formações benignas) no intestino. A cirurgia foi bem-sucedida, mas o escritor acabou tendo um acidente vascular cerebral (AVC) no dia 17 de janeiro, durante o período de recuperação, falecendo quase cinquenta dias depois de sua entrada no hospital. Foi sepultado em 28 de fevereiro de 2011 no Cemitério do Centro Israelita em Porto Alegre.

### Academia Brasileira de Letras
Foi o sétimo ocupante da cadeira 31 da Academia Brasileira de Letras. Foi eleito em 31 de julho de 2003, na sucessão de Geraldo França de Lima, e recebido em 22 de outubro de 2003 pelo acadêmico Carlos Nejar.

## Obras
Contos
- O carnaval dos animais. Porto Alegre, Movimento, 1968
- A balada do falso Messias. São Paulo, Ática, 1976
- Histórias da terra trêmula. São Paulo, Escrita, 1976
- O anão no televisor. Porto Alegre, Globo, 1979
- Os melhores contos de Moacyr Scliar. São Paulo, Global, 1984
- Dez contos escolhidos. Brasília, Horizonte, 1984
- O olho enigmático. Rio, Guanabara, 1986
- Contos reunidos. São Paulo, Companhia das Letras, 1995
- O amante da Madonna. Porto Alegre, Mercado Aberto, 1997
- Os contistas. Rio, Ediouro, 1997
- Histórias para (quase) todos os gostos. Porto Alegre, L&PM, 1998
- Pai e filho, filho e pai. Porto Alegre, L&PM, 2002
- «Histórias que os jornais não contam». Rio de Janeiro, Agir, 2009.

Romances
- A guerra no Bom Fim. Rio, Expressão e Cultura, 1972. Porto Alegre, L&PM, ISBN 9788525413215
- O exército de um homem só. Rio, Expressão e Cultura, 1973. Porto Alegre, L&PM, ISBN 852540652X
- Os deuses de Raquel. Rio, Expressão e Cultura, 1975. Porto Alegre, L&PM, ISBN 85-254-1225-2
- O ciclo das águas. Porto Alegre, Globo, 1975; Porto Alegre, L&PM, 1996, ISBN 9788574887838
- Mês de cães danados. Porto Alegre, L&PM, 1977, ISBN 852541221X
- Doutor Miragem. Porto Alegre, L&PM, 1979, ISBN 8525409219
- Os voluntários. Porto Alegre, L&PM, 1979, ISBN 8525410667
- O Centauro no Jardim. Rio, Nova Fronteira, 1980. Porto Alegre, L&PM (Tradução francesa:"Le centaure dans le jardin" ),Presses de la Renaissance, Paris, ISBN 2-264-01545-4, 1985
- Max e os felinos. Porto Alegre, L&PM, 1981, ISBN 8525410489
- A estranha nação de Rafael Mendes. Porto Alegre, L&PM, 1983, ISBN 8525409367
- Cenas da vida minúscula. Porto Alegre, L&PM, 1991, ISBN 8525403555
- Sonhos tropicais. São Paulo, Companhia das Letras, 1992, ISBN 8571642494
- A majestade do Xingu. São Paulo, Companhia das Letras, 1997, ISBN 8571647011
- A mulher que escreveu a Bíblia. São Paulo, Companhia das Letras, 1999, ISBN 8571649375
- Os leopardos de Kafka. São Paulo, Companhia das Letras, 2000, ISBN 9788535900217
- Uma história farroupilha. Porto Alegre, L&PM, 2004, ISBN 8525414204
- Na noite do ventre, o diamante. Rio de Janeiro: Ed. Objetiva, 2005, ISBN 8573026790
- Ciumento de carteirinha Editora Ática, 2006, ISBN 8508101104
- Os vendilhões do templo Companhia das Letras, 2006, ISBN 9788535908299
- Manual da paixão solitária. São Paulo: Companhia das Letras, ISBN 9788535913552, 2008
- Eu vos abraço, milhões. São Paulo: Companhia das Letras, ISBN 9788535917390. 2010
- A palavra mágica. São Paulo: Moderna, 2006. ISBN 9788516055585.

Ficção infantojuvenil
- Cavalos e obeliscos. Porto Alegre, Mercado Aberto, 1981; São Paulo, Ática, 2001, ISBN 9788508107247
- A festa no castelo. Porto Alegre, L&PM, 1982, ISBN 8525410403
- Memórias de um aprendiz de escritor. São Paulo, Cia. Editora Nacional, 1984*, ISBN 8504005674
- No caminho dos sonhos. São Paulo, FTD, 1988, ISBN 9788508097753
- O tio que flutuava. São Paulo, Ática, 1988, ISBN 85-08-03012-2
- Os cavalos da República. São Paulo, FTD, 1989, ISBN 850809759
- Pra você eu conto. São Paulo, Atual, 1991, ISBN 9788535708738
- Uma história só pra mim. São Paulo, Atual, 1994, ISBN 8535703381
- Um sonho no caroço do abacate. São Paulo, Global, 1995, ISBN 8526005111
- O Rio Grande farroupilha. São Paulo, Ática, 1995, ISBN 8508044771
- Câmera na mão, o guarani no coração. São Paulo, Ática, 1998, ISBN 8508071760
- A colina dos suspiros. São Paulo, Moderna, 1999, ISBN 8516023508
- O livro da medicina. São Paulo, Companhia das Letrinhas, 2000, ISBN 9788574060811
- O Mistério da Casa Verde. São Paulo, Ática, 2000, ISBN 9788508120666
- O ataque do comando P.Q. São Paulo, Ática, 2001, ISBN 9788508120581
- O sertão vai virar mar. São Paulo, Ática, 2002, ISBN 8508120257
- Aquele estranho colega, o meu pai. São Paulo, Atual, 2002, ISBN 8535702474
- Éden-Brasil. São Paulo, Companhia das Letras, 2002, ISBN 8535902465
- O irmão que veio de longe. Idem, idem, ISBN 8574061417
- Nem uma coisa, nem outra. Rio, Rocco, 2003, ISBN 8532515088
- Aprendendo a amar - e a curar. São Paulo, Scipione, 2003, ISBN 978-85-262-4593-7
- Navio das cores. São Paulo, Berlendis & Vertecchia, 2003, ISBN 8586387711
- Livro de Todos - O Mistério do Texto Roubado. São Paulo, Imprensa Oficial do Estado de São Paulo, 2008. Obra coletiva (Moacyr Scliar e vários autores), ISBN 9788570606129

Crônicas
- A massagista japonesa. Porto Alegre, L&PM, 1984
- Um país chamado infância. Porto Alegre, Sulina, 1989
- Dicionário do viajante insólito. Porto Alegre, L&PM, 1995
- Minha mãe não dorme enquanto eu não chegar. Porto Alegre, L&PM, 1996. Artes e Ofícios, 2001
- O imaginário cotidiano. São Paulo, Global, 2001
- A língua de três pontas: crônicas e citações sobre a arte de falar mal. Porto Alegre

Ensaios
- A condição judaica. Porto Alegre, L&PM, 1987
- Do mágico ao social: a trajetória da saúde pública. Porto Alegre, L&PM, 1987; SP, Senac, 2002
- Cenas médicas. Porto Alegre, Editora da Ufrgs, 1988. Artes&Ofícios, 2002
- Enigmas da culpa. São Paulo, Objetiva, 2007

## Prêmios
- Prêmio Jabuti de Literatura, 1988, categoria Contos, Crônicas e Novelas
- Prêmio APCA, 1989, categoria Literatura
- Prêmio Casa de las Américas, 1989, categoria Conto - O olho enigmático
- Prêmio Jabuti de Literatura, 1993, categoria Romance - Sonhos tropicais
- Prêmio Jabuti de Literatura, 2000, categoria Romance - A mulher que escreveu a Bíblia
- Prêmio Jabuti de Literatura, 2009, categoria Romance - Manual da paixão solitária
- Ordem do Ipiranga, grau Comendador, 2010.[8]